# 神威宝刀
《神威宝刀》（英語：The Golden Sabre）是1970年上映的一部电影，由侯铮执导兼编剧，王戎等主演，该电影主要讲述一个为了复仇不择手段的剑客的故事。

## 劇情簡介
有一个剑客，因为和人打赌，结果导致师傅自杀，心爱的女子成为了对方的人，而他也成为了乞丐。
在这之后，他为了复仇，不惜做出了很多的事情，比如说杀掉了为他铸剑的人，只是因为不想看到铸剑师给其他人制造更好的武器。
虽说最后他击败了浪人，完成了复仇，但是最后他心爱的女子也自杀了，于是之后他遁入空门……

## 演员
- 王戎
- 恬妮
- 欧威
- 王宇
- 冯海
- 韩江
- 黄俊
- 姜凤书
- 蒋青峰
- 杨奎玉
- 李逵
- 山茅

## 備註
1. ↑  . 2019年.
2. ↑  . 2007年.
3. ↑  梁良. . 1984年.
4. ↑  黄仁. . 2004年.

## 相關連結
- 互联网电影数据库（IMDb）上《神威宝刀》的资料（英文）
- 豆瓣电影上《神威宝刀》的資料 （简体中文）
- 香港影庫上《神威宝刀》的資料（繁體中文）